# EKV MOSFET Model
EKV Mosfet Model はMOS電界効果トランジスタの特性を表現する 数学的モデルで、回路シミュレーションや アナログ回路 設計で利用されることを目的としたものである。
このモデルは C. C. Enz、F. Krummenacher、E. A. Vittoz （彼等3名の頭文字をとってEKVとした）らが1980年代に行った仕事の集大成として1995年頃に開発されたものである。 MOSFETの特性を電圧の2乗特性で表現する 2乗モデル (Quadratic Model)とは異なり、EKV ModelはMOSFETが閾値領域（例：Vbulk=Vsource の条件でかつ Vgate-source < VThresholdの時）での動作も正確に表現できる。加えて、サブマイクロン CMOS IC 設計で取り扱う多くの特別な効果も正確に表現している。